# My Boy (canción de Buono!)
«MY BOY» es el séptimo sencillo de la unit de Hello! Project, Buono!. "MY BOY" es usada para el tercer ending del anime Shugo Chara!! Doki.
"MY BOY" fue lanzado el 29 de abril de 2009 en Japón bajo la discográfica Pony Canyon. Se lanzó en dos ediciones diferentes: Normal y Limitada. La edición limitada incluía un DVD adicional. La primera impresión de la edición normal y limitada del sencillo venía con un photocard.
La edición Single V fue lanzada el 13 de mayo de 2009.

## Créditos
- MY BOY
  - Letra: Miura Noriko
  - Composición: Tsunku
  - Arreglos: Nishikawa Susumu

- Warp!
  - Letra: Kawakami Natsuki
  - Composición: Kinoshita Yoshiyuki
  - Arreglos: Kinoshita Yoshiyuki

## Lista de canciones

### CD
1. «MY BOY»
2. «Warp!» (ワープ!?)
3. «MY BOY» (Instrumental)
4. «Warp!» (ワープ!?) (Instrumental)

### DVD (Edición Limitada)
1. «MY BOY» Jacket Photography Making of (ジャケット撮影メイキング)

### Single V
1. «MY BOY» (Music Clip)
2. «MY BOY» (Close Up Version)
3. «MY BOY» (Dance Shot Version)
4. «MY BOY» (PV·Jacket Photography Making of) (PV·撮影メイキング)

## Puestos y ventas enOricon

### Sencillo
| Lunes | Martes | Miércoles | Jueves | Viernes | Sábado | Domingo | Ranking/Puesto semanal | Ventas |
| ----- | ------ | --------- | ------ | ------- | ------ | ------- | ---------------------- | ------ |
| –     | 4      | 5         | 9      | 8       | 13     | 14      | 7                      | 19 884 |
| 20    | 33     | 32        | 38     | –       | 36     | 38      | 34                     | 1985   |
| 46    | –      | –         | –      | –       | –      | –       | 75                     | 985    |
| –     | –      | –         | –      | –       | –      | –       | 153                    | 433    |
| –     | –      | –         | –      | –       | –      | –       | ?                      | 374    |

Ventas totales: 23 621[cita requerida]

### Single V
| Lunes | Martes | Miércoles | Jueves | Viernes | Sábado | Domingo | Ranking/Puesto semanal | Ventas |
| ----- | ------ | --------- | ------ | ------- | ------ | ------- | ---------------------- | ------ |
| –     | 2      | 2         | 8      | 7       | 14     | 14      | 4                      | 3595   |
| –     | –      | –         | –      | –       | –      | –       | 32                     | 703    |

Ventas totales: 4298[cita requerida]